# تپه چیا حسین خانی
تپه چیا حسین خانی مربوط به عصر مس - عصر برنز - عصر آهن دو I است و در شهرستان دلفان، بخش کاکاوند، روستای حسین خانی واقع شده و این اثر در تاریخ ۲۳ شهریور ۱۳۸۲ با شمارهٔ ثبت ۱۰۰۱۳ به‌عنوان یکی از آثار ملی ایران به ثبت رسیده است.